# Петерзаурах
Петерзаурах (нем. Petersaurach) — община в Германии, в земле Бавария. 
Подчиняется административному округу Средняя Франкония. Входит в состав района Ансбах.  Население составляет 4964 человека (на 31 декабря 2010 года). Занимает площадь 41,80 км².
Коммуна подразделяется на 16 сельских округов.

## Население
По оценке на 31 декабря 2015 года население общины Петерзаурах составляет 4894 чел. 

| Дата      | 1840 | 1871 | 1900 | 1925 | 1939 | 1950 | 1961 | 1970 | 1987 | 2011 |
| --------- | ---- | ---- | ---- | ---- | ---- | ---- | ---- | ---- | ---- | ---- |
| Население | 1769 | 2019 | 2066 | 2211 | 2271 | 3802 | 3428 | 3727 | 3927 | 4861 |

| Год       | 1960 | 1970 | 1980 | 1990 | 2000 | 2009 | 2010 | 2011 | 2012 | 2013 | 2014 | 2015 |
| --------- | ---- | ---- | ---- | ---- | ---- | ---- | ---- | ---- | ---- | ---- | ---- | ---- |
| Население | 3261 | 3743 | 4104 | 4113 | 5023 | 4987 | 4964 | 4880 | 4856 | 4859 | 4800 | 4894 |